# ダニー・ボウズ
ダニー・ボウズ（Danny Bowes、1960年4月14日 - ）は、イングランド・ロンドン（グレーター・ロンドン）東部のウェストハム出身のシンガー。サンダーの元メンバーとして有名。

## 略歴
1960年にウェストハムで生まれる。まだ在学中の1975年頃にプロのミュージシャンになると決意し、ボーカリストとして幼馴染のルーク・モーリーと共にバンドを組み、Nuthin' Fancy、テラプレイン、サンダー、ボウズ&モーリー等で活動した。
2009年のサンダーの再解散後はマネジメント業に専念するとのことで、基本的にバンド活動は引退している。
音楽的な影響はスティーヴィー・ワンダー、プリンス、マーヴィン・ゲイ、ポール・ロジャース、ローリング・ストーンズ、ザ・フー、フリーなど、ロックからR&Bまで幅広い。中でもスティーヴィー・ワンダーとプリンスが彼のソングライターとしての2大ヒーローとなっている。シンガーとしてはポール・ロジャースに最初に憧れ、ジェイムズ・デューアやデイヴィッド・カヴァデール、グレン・ヒューズにも影響を受けたとのこと。
キャリアの大半を占めるサンダーではロック的な要素が強いが、ボウズ&モーリーの作品ではR&B的要素が強いものとなっている。
ルーク・モーリーとは幼なじみの関係であり、Nuthin' Fancy、テラプレイン、サンダー、ボウズ&モーリーで共演した。1993年にデイヴィッド・カヴァデールがホワイトスネイクのギタリストとしてモーリーを引き抜こうとしたという噂が原因で両者の関係は悪化し、一時期サンダー解散の噂も立ったが、その後関係は修復し、サンダーの一度目の解散後はボウズ&モーリーでユニットを結成し2枚のアルバムを残している。

## ディスコグラフィ

### テラプレイン
- 『ブラック&ホワイト』 - Black and White (1985年)
- 『ムーヴィング・ターゲット』 - Moving Target (1987年)

### サンダー
- 『バックストリート・シンフォニー』 - Backstreet Symphony (1990年)
- 『ラフィング・オン・ジャッジメント・デイ』 - Laughing on Judgement Day (1992年)
- 『ビハインド・クローズド・ドアーズ』 - Behind Closed Doors (1995年)
- 『スリル・オブ・イット・オール』 - The Thrill of It All (1997年)
- 『ギヴィング・ザ・ゲーム・アウェイ』 - Giving the Game Away (1999年)
- 『シューティング・アット・ザ・サン』 - Shooting at the Sun (2002年)
- 『マグニフィセント・セヴンス』 - The Magnificent Seventh (2005年)
- 『ロバート・ジョンソンズ・トゥームストーン』 - Robert Johnson's Tombstone (2006年)
- 『バン!』 - Bang! (2008年)
- 『ワンダー・デイズ』 - Wonder Days (2015年)
- 『リップ・イット・アップ』 - Rip It Up (2017年)
- Please Remain Seated (2019年)
- 『オール・ザ・ライト・ノイゼズ』 - All the Right Noises (2021年)
- 『ドーパミン』 - Dopamine (2022年)

### ボウズ&モーリー
- 『ムーヴィング・スウィフトリー・アロング』 - Moving Swiftly Along (2002年)
- 『モーズ・バーベキュー』 - Mo's Barbeque (2004年)
- Danny & Luke (2019年) ※Danny & Luke名義

### ダニー&ベン
- A CD By Danny & Ben (2011年)
- Bend Yer Ear (2012年)